# Le isole della morte
Le isole della morte è un romanzo di avventura del 2015 scritto da Clive Cussler, il settimo romanzo della serie Fargo Adventures, il secondo in collaborazione con Russell Blake.

## Trama
Prologo, una settimana prima. Un ragazzo, Aldo, sta scappando spaventato da un gruppo di persone, addentrandosi nella giungla. Nonostante gli sforzi per sopravvivere, viene catturato e ucciso.
Prologo, XII secolo. Un re di una civiltà sperduta delle Isole Salomone fa costruire un imponente edificio sull’acqua, ricevendo elogi da parte di tutta la popolazione, che vedono in lui una sorta di Dio sceso in terra. Ma poco dopo, un potente terremoto fa inabissare la costruzione, cancellando ogni traccia, e portando il popolo a maledire per sempre l’intera zona.
Prologo, XX secolo. Alla fine della seconda Guerra Mondiale, una nave militare giapponese impegnata in una missione di massima segretezza, si inabissa nelle acque del Pacifico a causa di una forte tempesta.
I coniugi Sam e Remi Fargo stanno seguendo il loro amico Leonid in una missione al largo delle coste delle Isole Salomone, quando scoprono quelli che sembrano i resti di un'imponente costruzione completamente sommersa dalle acque. Decisi a scoprire di cosa si tratta, iniziano a cercare informazioni utili grazie all'aiuto di una infermiera, Vanya, e di un politico locale, Orwen Manchester, che come primo suggerimento dice loro di provare a chiedere agli anziani dell'isola se esistono storie o leggende che parlano di qualche costruzione sommersa. Dopo un primo tentativo che non porta a risultati utili, riescono a ricevere informazioni interessanti da un centenario ex-combattente della seconda guerra mondiale, Rubo, che racconta della maledizione che perseguita l'isola e della presenza di giganti che fanno sparire le persone. Inizialmente scettici sui fatti strani che vengono raccontati, i due coniugi devono ricredersi quando loro stessi vengono inspiegabilmente attaccati da alcuni uomini armati, riuscendo però a fuggire. 
Un potente imprenditore di Sydney, Jeffrey Grimes, al centro di una crisi economica delle sue aziende, sta organizzando qualcosa di segreto con un misterioso personaggio di stanza nelle Isole Salomone. 
Alle Isole Salomone arrivano rinforzi, sotto forma di una nave specializzata e quattro militari americani pronti ad andare a caccia di indizi nella struttura in fondo al mare. Mentre sulla terraferma la situazione sta peggiorando a causa di rivolte e uccisioni da parte dei ribelli, sott'acqua i Fargo fanno due scoperte importanti: nel complesso era custodito un enorme tesoro, ma qualcuno lo ha già trovato prima di loro. 
Manchester intanto incontra un amico che sembra essere l'artefice delle insurrezioni che stanno creando il caos sull'isola.
I Fargo, grazie all'aiuto della loro collega Selma, in collegamento costante dagli Stati Uniti, rintracciano l'unico sopravvissuto del naufragio di una nave da guerra giapponese durante la seconda Guerra Mondiale, avendo scoperto che gli intrusi che potrebbero aver rubato il tesoro dal complesso sono stati i giapponesi, poco prima di abbandonare l'isola. L'incontro con l'ex-marinaio non sembra però portare a nessuna novità. 
Una ragazza, Lilly, viene rapita, suscitando le preoccupazioni della madre, che si rivolge alla polizia e poi all’ospedale in cerca di risposte, confessando che la figlia è molto malata e ha bisogno di cure specifiche.
Tornati alle Isole Salomone, con l'aiuto di Rubo, fanno visita a un anziano signore superstite di un massacro per opera dei giapponesi poco prima della loro partenza dall'isola alla fine della guerra. Decisi ad approfondire il mistero delle grotte e dei giganti di cui tutti hanno parlato loro, mettono all'opera Selma per cercare più informazioni possibili. Ma i problemi non sembrano finire: di ritorno da una cena, i Fargo scoprono che un ladro è entrato nella loro stanza d'hotel, e nonostante il tentativo di inseguimento di Sam, riesce a scappare, rubando solo alcune cose di poca importanza. 
In poco tempo la situazione degenera: un politico viene brutalmente ucciso e in tutta l'isola prende piede una forma di anarchia totale, con gente per strada pronta a distruggere e rubare, mettendo in pericolo anche i Fargo che decidono di rifugiarsi nell'ospedale della loro amica Vanya. 
Una volta calmatasi la situazione, seguendo nuovi aggiornamenti comunicati loro da Selma, i Fargo optano per volare in Giappone per incontrare la figlia di un generale giapponese che sarebbe stato a capo delle azioni di violenza sull'isola durante la guerra. Grazie al colloquio, i Fargo ottengono il diario delle memorie del generale, che fanno immediatamente analizzare da un loro amico esperto, Lazlo, che giunge a una scoperta importante: nel diario è nascosto un codice, che rivela la posizione di una grotta nelle Isole Salomone. Decisi a scoprire se il tesoro è stato nascosto in quel luogo, i Fargo invitano Lazlo a seguire la pista insieme a loro, contando anche sull'aiuto di Leonid, mentre i sub continuano autonomamente a ripulire il complesso sott'acqua. Partiti per l'escursione nella giungla, grazie all'aiuto di un ragazzo che li guida fino ai resti del villaggio abbandonato citato nel diario, i quattro seguono il misterioso codice decifrato da Lazlo fino a raggiungere l'ingresso di una grotta. Entrati, scoprono immediatamente due scheletri umani, ma con grande sorpresa notano che non appartengono ad antichi combattenti della guerra o isolani massacrati, bensì a due persone uccise in tempi recenti. 
Jeffrey Grimes riceve un'altra telefonata dalla voce misteriosa che gli comunica che a breve avverrà una violenta azione che potrebbe portare definitivamente a compimento il loro piano.
Proseguendo all'interno della grotta, rinvengono decine di altri scheletri, alcuni lì da poco, altri probabilmente risalenti ai tempi della guerra. Tutti d'accordo a riferire la macabra scoperta alle autorità solo dopo aver trovato il tesoro, per evitare che la polizia chiuda l’accesso all’area, i quattro continuano a cercare altri ingressi nelle grotte nascoste nella giungla. Durante la marcia Leonid si ferisce alla caviglia, costringendo il gruppo ad interrompere le ricerche per tornare in città. Raggiunta la macchina, scoprono che qualcuno ha volutamente bucato le gomme. Sam contatta la nave impegnata nelle immersioni e chiede di mandare qualcuno a recuperarli. Tornati in città, Leonid viene curato a dovere, mentre i Fargo chiedono prima a Vanya e poi anche a Manchester notizie riguardanti le sparizioni di ragazzi negli ultimi tempi, senza però ottenere una risposta utile. Neppure la polizia sembra collaborare, ignorando il problema. 
Subito dopo aver parlato con i due coniugi, Manchester si dirige a casa di Gordon Rollins, il governatore generale, per un misterioso colloquio. La conversazione però non avverrà mai: l'auto sulla quale salgono infatti esplode, uccidendoli entrambi. 
I Fargo, insieme a Lazlo e Leonid e con un membro dell'equipaggio della nave, Greg, nel ruolo di guardia, tornano alle grotte, sperando di trovare quella giusta. Mentre ne esplorano una che sembra promettente, Leonid cade in un crepaccio, e prima che gli altri possano aiutarlo, vengono bloccati da un gruppo di isolani armati, che li portano in un'area della grotta illuminata artificialmente e li legano, minacciando di ucciderli. Approfittando della scarsa attenzione dell'uomo che li tiene a bada, riescono a liberarsi e riprendere la fuga addentrandosi nelle grotte. Dopo aver guadato un fiume sotterraneo, rimangono completamente al buio senza torce. Sam si arrampica su alcune rocce franate nella speranza di trovare una via d'uscita: per sua fortuna, scopre un passaggio che li riporta all'aria aperta, in mezzo alla giungla.
Il gruppetto si rimette in marcia per molte ore, tornando finalmente sulla strada, dove sta transitando un'ambulanza. Questa si rivela però un'altra trappola: a bordo infatti ci sono i ribelli, che fanno di nuovo prigionieri i tre amici e li riportano nelle grotte. Qui arriva il capo in persona a parlare con i Fargo: la dottoressa Carol Vanya, che spiega le sue motivazioni per tutto quello che sta organizzando sull'isola (sparizioni, cure sperimentali, manipolazione del governo e addirittura omicidi). Ancora una volta riescono a liberarsi, grazie all'aiuto inatteso di Leonid, che si unisce a loro in una serie di scontri a fuoco con i ribelli presenti nelle grotte. Mentre si dirigono verso l'aria aperta, trovano una ragazzina (Lilly) imprigionata in quella che sembra una stanza di torture, liberandola e portandola con loro, fino a ricongiursi con Greg.
Informata la polizia, Carol Vanya viene arrestata, mentre Selma spiega ai Fargo che la dottoressa ha seguito le orme del nonno, anche lui a capo di esperimenti sulle persone ai tempi della guerra. Su richiesta del capo della polizia, i Fargo e i loro amici tornano alle grotte per dare testimonianza dei fatti. Qui, Lazlo si rende conto di aver male interpretato il codice del diario del generale giapponese, capendo finalmente dove cercare il tesoro nascosto. 
Jeffrey Grimes, durante una riunione con i suoi colleghi, riconosce di aver commesso degli errori finanziari e progetta di fare dietrofront negli investimenti fallimentari in cui si era lanciato. Prima di poter concludere l’incontro, però, interviene la polizia australiana che lo arresta come complice di Carol Vanya, che ha fornito prove e testimonianze alle forze dell’ordine per incriminare anche il potente uomo d’affari. Nonostante le suppliche rivolte al proprio avvocato, per Grimes l’unico futuro è il carcere: ma colto dalla paura, ha un infarto che lo uccide prima di arrivarci.  
I Fargo insieme a Lazlo e Leonid arrivano a una cascata, dietro la quale si cela una grotta: riescono ad entrarci, evitando una trappola esplosiva predisposta a suo tempo dai soldati giapponesi, e scoprono finalmente molte casse di legno contenenti il misterioso tesoro saccheggiato dal complesso sommerso. Riferita la scoperta alle autorità, il lavoro per il gruppo sembra finito: ma Leonid scopre un altro passaggio segreto all’interno della grotta. Tutti insieme si avventurano in un nuovo tunnel, guidati da uno strano luccichio che appare in lontananza. Arrivati in fondo, scoprono un enorme sito funerario, con decine di corpi mummificati intorno a due figure enormi, dei veri e propri giganti, presumibilmente i sovrani di un’antica civiltà sconosciuta.

## Edizioni
- Clive Cussler e Russell Blake, Le isole della morte, traduzione di Federica Garlaschelli, I Grandi TEA, TEA, marzo 2021,  p. 432, ISBN 9788850259748.